# Autódromo Eusebio Marcilla
Autódromo Eusebio Marcilla ist eine permanente Motorsportrennstrecke die 8 km südwestlich der Stadt Junín im Nordwesten der Provinz Buenos Aires, Argentinien liegt. Sie liegt an der Zufahrt zum Naturpark Laguna de Gómez in Junín, 260 km von Buenos Aires und 200 km von Rosario entfernt.

## Geschichte
Die ursprüngliche Strecke wurde 1947 als Schotterpiste vom im Jahr zuvor gegründeten Auto Moto Club Junin angelegt. Dabei handelte es sich um ein Trioval von 1,4 km Länge das ursprünglich die Rennen der 1937 erstmals in der Stadt angetretenen Turismo Carretera beherbergen sollte. Diese startete jedoch ab 1952 nicht auf der viel zu kurzen und schlecht ausgestatteten Strecke, sondern auf einem ca. 5 km nördlich der Strecke gelegenen 6,9 km langen Straßen-Dreieckskurs. Der lokale Rennfahrer Eusebio Marcilla, erster Präsident des Clubs, gewann damals den ersten Lauf 1952 und verunglückte im Jahr darauf am 14. März 1953 beim Tourismo Carretera-Rennen der „Vuelta de Santa Fe“ tödlich.
1971 wurde die Piste asphaltiert und auf 1,7 km verlängert. Das Autódromo Junín wurde in Autódromo Eusebio Marcilla umbenannt.
Mitte 2005 übernahm der Automobilverband Asociación Corredores Turismo Carretera (ACTC) das 136 Hektar große Gelände und errichtete eine neue Strecke, die den modernen Anforderungen des Rennsports, mit Auslaufzonen, Boxengasse, Tribünen und Streckenkontrollturm, entsprach. Die neue Strecke mit rund 4200 Metern Länge und bis zu 16 Metern Breite verfügt über sechs Kurven und wurde am 7. August 2011 eingeweiht.
2016 wurde die Strecke zuletzt neu asphaltiert.

## Streckenbeschreibung

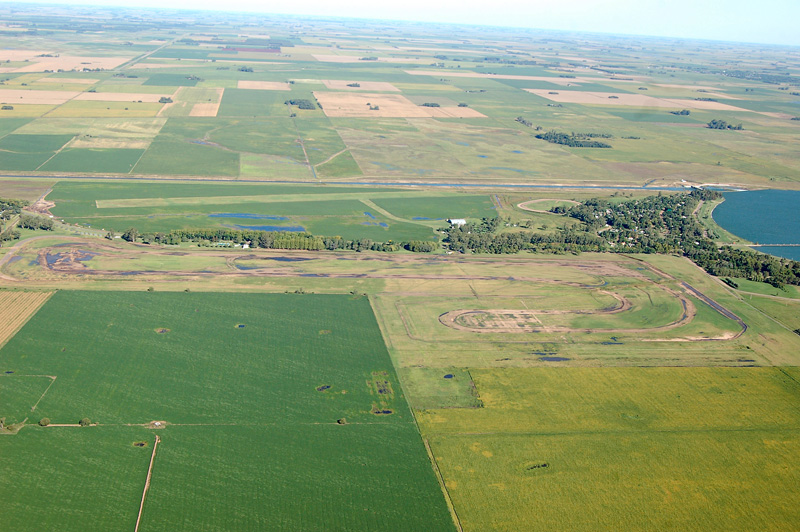
Ansicht der Strecke während der Bauphase

Die U-förmig angelegte Strecke besteht aus 4 Geraden und 4 Kehren, von denen 2 Doppelkurven sind.
Das asphaltierte Fahrerlager weist keine überdachte Boxenanlage in der Boxengasse auf. Es gibt lediglich einen kleinen Turm der Rennkontrolle. Die Strecke weist keine Tribünen auf.
Zum Gelände der Anlage gehören seit 2016 auch eine Motocross-Strecke sowie eine 2019 angelegte Speedwaystrecke.

## Veranstaltungen
Die Strecke war bis 2014 der Austragungsort zu den Serien der Turismo Carretera und der TC 2000. Daneben starteten auch die Fórmula Renault 2.0 und der Top Race V6-Serie. Heute finden vornehmlich lokale Rennveranstaltungen statt.

## Ehemalige Sieger
- 1952 Eusebio Marcilla (Chevrolet)
- 1958 Juan Gálvez (Ford)
- 1962 Armando J. Ríos (Chevrolet)
- 1963 Juan Manuel Bordeu (Chevrolet)
- 1964 Juan Facchini (Chevrolet)
- 1965 Angel Rienzi (Ford)
- 1966 Juan Manuel Bordeu (Chevrolet)
- 1967 Luis Rubén Di Palma (Torino)
- 1983 Emilio Satriano (Chevrolet)
- 1984 Roberto Mouras (Dodge)
- 1985 Emilio Satriano (Chevrolet)
- 1986 Jorge Oyhanart (Ford)
- 1987 Jorge Oyhanart (Ford)
- 1988 Juan De Benedictis (Ford)
- 1989 Oscar Angeletti (Ford Fairlane)
- 1990 Roberto Mouras (Chevrolet)
- 1992 Juan Manuel Landa (Dodge)